# قطعنامه ۳۳۷۹ مجمع عمومی سازمان ملل متحد

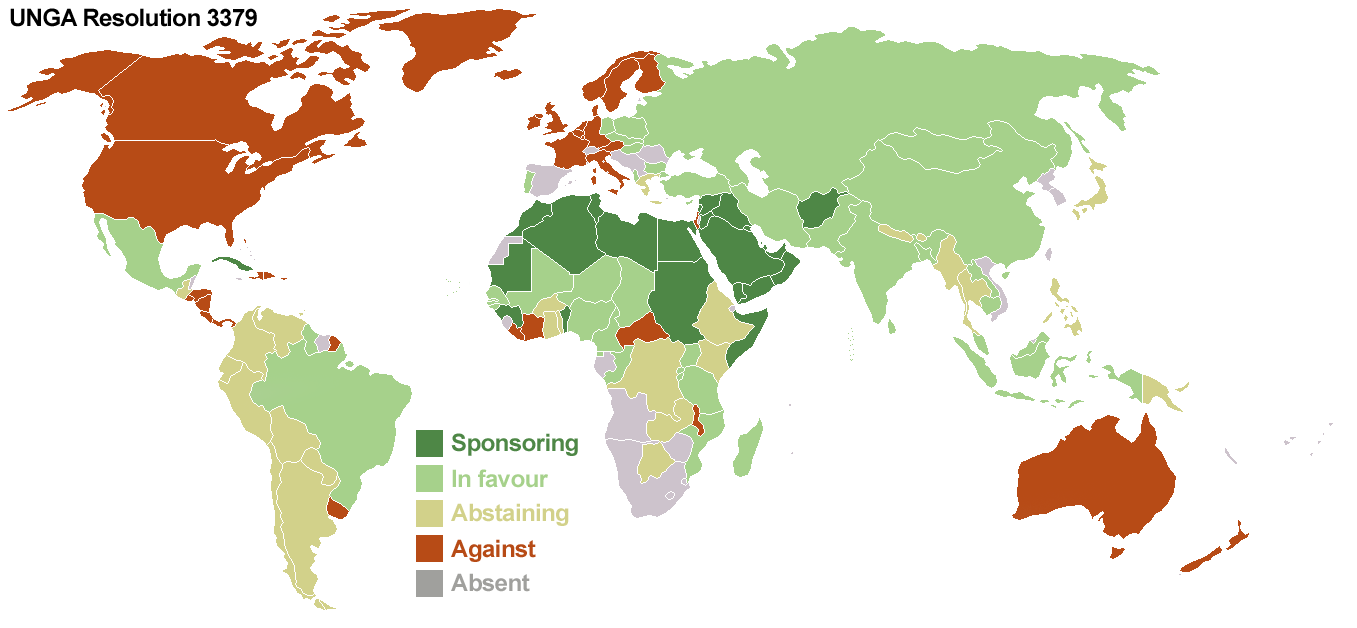
نتیجه رای کشورهای شرکت‌کننده در رای‌گیری

قطعنامه ۳۳۷۹ مجمع عمومی سازمان ملل متحد که در تاریخ ۱۰ نوامبر ۱۹۷۵ (میلادی) به تصویب رسید دو کشور آفریقای جنوبی و اسرائیل به‌عنوان سیستم‌های نژادپرست محکوم شدند. این قطعنامه در دو هزار و چهارصدمین جلسه با حضور تمام اعضا (۷۲ رأی مثبت، ۳۵ رأی منفی و ۳۲ رأی ممتنع) به تصویب رسید.
در سال ۱۹۹۱ اسرائیل شرط مشارکت خود در کنفرانس صلح مادرید را الغای قطعنامه مزبور دانست.

## متن قطعنامه شماره ۳۳۷۹ مجمع عمومی
محو تمامی اشکال تبعیض نژادی
مجمع عمومی
ضمن یادآوری قطعنامه شماره ۱۹۰۴ مورخ ۲۰ نوامبر ۱۹۶۳ که در آن الغاء همه اشکال تبعیض نژادی اعلام گردید،
ــ با یادآوری اینکه هرگونه طرح جدائی یا برتری نژادی از لحاظ علمی نادرست و از نظر اخلاقی قابل سرزنش و از دیدگاه اجتماعی ناعادلانه و خطرناک است،
ــ با ابراز این نگرانی که در برخی مناطق دنیا هنوز هم عقائد تبعیض نژادی وجود دارد که در بعضی موارد به وسیله شماری از دولت‌ها با فوت و فن‌های قانونی و اداری و…، اعمال می‌شود،
ــ با اشاره به قطعنامه شماره ۳۱۵۱ مورخ ۱۴ دسامبر ۱۹۷۳ که مجمع عمومی در آن ضمن مطالب دیگر، پیوند نامقدس میان نژادگرائی آفریقای جنوبی و صهیونیسم را محکوم کرده‌است،
ــ با توجه به بیانیه مکزیکو در مورد برابری حقوق زنان و سهم آنان در توسعه و صلح که از سوی کنفرانس جهانی مکزیکوسیتی (در تاریخ ۲ ژوئیه، ۱۹۷۵، سال جهانی زن) اعلام شد و تأکید نمود که همکاری جوامع بشری، صلح، و نیل به آزادی ملی و استقلال به نفی استعمار، استعمار نو، اشغال بیگانه، صهیونیسم، تبعیض نژادی در همه اشکال آن و نیز به به رسمیت شناختن ارزش ملت‌ها و حق آنان دائر بر تعئین سرنوشت خود بستگی دارد،
ــ با یادآوری قطعنامه شماره ۷۷، که از سوی مجمع رؤسای دول و نخست وزیران سازمان وحدت آفریقا به تاریخ ۲۸ ژوئیه تا اوت ۱۹۷۵ در کامپالا به تصویب رسید و در آن به روشنی تأکید شد که رژیم نژادگرا در فلسطین اشغالی و رژیم نژادگرای زیمبابوه {رژیم رودزیا به رهبری یان اسمیت} و آفریقای جنوبی دارای ریشه امپریالیستی مشترکی بوده، تشکیل یک واحد را داده و دارای ساخت نژادی یکسان و از نظر سازمانی به واسطه سیاست همراه با سرکوبی حیثیت و تمامیت انسان‌ها با یکدیگر مرتبط می‌باشند،
ــ و همچنین با توجه به بیانیه و استراتژی سیاسی برای تحکیم صلح و امنیت جهانی در جهت افزایش همبستگی و کمک متقابل میان کشورهای غیرمتعهد که در تاریخ بیست و پنجم تا سی ام اوت ۱۹۷۵ در لیما بتصویب رسید، و ضمن آن صهیونیسم با شدت هرچه تمامتر به عنوان نوعی تهدید برای صلح و امنیت جهانی محکوم گردید و از همه کشورهای جهان خواسته شد با این ایدئولوژی نژادگرایانه مخالفت و مقابله نمایند ــ
تأیید می‌کند که
صهیونیسم نوعی نژادگرائی و تبعیض نژادی است.
در دو هزار و چهارصدمین جلسه با حضور تمام اعضا به تصویب رسید.